# AFC Solidarity Cup
Der AFC Solidarity Cup war ein von der Asian Football Confederation (AFC) ausgetragenes Fußball-Turnier für Nationalmannschaften. Er war der Nachfolger des 2014 eingestellten AFC Challenge Cup und sollte den leistungsschwächsten Ländern des Kontinents die Möglichkeit bieten, an Länderspielen teilzunehmen, da diese eher selten die Möglichkeiten hätten, Freundschaftsspiele auszutragen.
Die erste Austragung fand vom 2. bis zum 15. November 2016 statt und wurde von Nepal gewonnen. Die zweite Austragung ist vom 30. November bis zum 13. Dezember 2020 vorgesehen.
Im November 2023 beschloss die AFC den Wettbewerb einzustellen, weil das überarbeitete Qualifikationsformat für die FIFA Fußball-Weltmeisterschaft und den AFC Asien-Pokal dazu führte, dass mehr teilnehmende Mitgliedsverbände, insbesondere die schlechter platzierten Mannschaften, nun mehr Präsenz und Möglichkeiten haben, an Spielen auf höchstem Niveau teilzunehmen und so das überarbeitete Qualifikationsformat mit den ursprünglichen Zielen des AFC Solidarity Cup übereinstimmte.

## Teilnehmer
An der ersten Austragung sollten neben den sechs Mannschaften, die in der ersten Runde der WM-Qualifikation 2018 ausgeschiedenen sind, auch die drei Verlierer der Play-off-Runde der AM-Qualifikation 2019 teilnehmen. Pakistan und Bangladesch zogen sich nach der Auslosung vom Wettbewerb zurück, daher nahmen nur sieben Mannschaften teil.
Für die zweite Austragung waren die sechs Verlierer der ersten Qualifikationsrunde zur WM 2022 und die vier schlechter platzierten Mannschaften der zweiten Qualifikationsrunde als Teilnehmer vorgesehen.
| - Bhutan (2020) - Brunei (2016, 2020) - Macau (2016, 2020) - Mongolei (2016) - Nepal (2016) | - Osttimor (2016, 2020) - Pakistan (2020) - Sri Lanka (2016) - Laos (2016, 2020) |

## Die Turniere im Überblick
| 2016 Details | Malaysia | Nepal                                   | 1:0                                     | Macau                                   | Laos | 3:2 | Brunei |
| 2020 Details |          | Aufgrund der COVID-19-Pandemie abgesagt | Aufgrund der COVID-19-Pandemie abgesagt | Aufgrund der COVID-19-Pandemie abgesagt |      |     |        |